# Sensetalbahn
La compagnie Sensetalbahn (abr. STB), en français : chemin de fer de la vallée de la Singine, est une entreprise suisse de transport ayant exploité, durant le XXe siècle, la ligne de chemin de fer Flamatt – Laupen – Gümmenen, dans la vallée de la Singine.

## Histoire

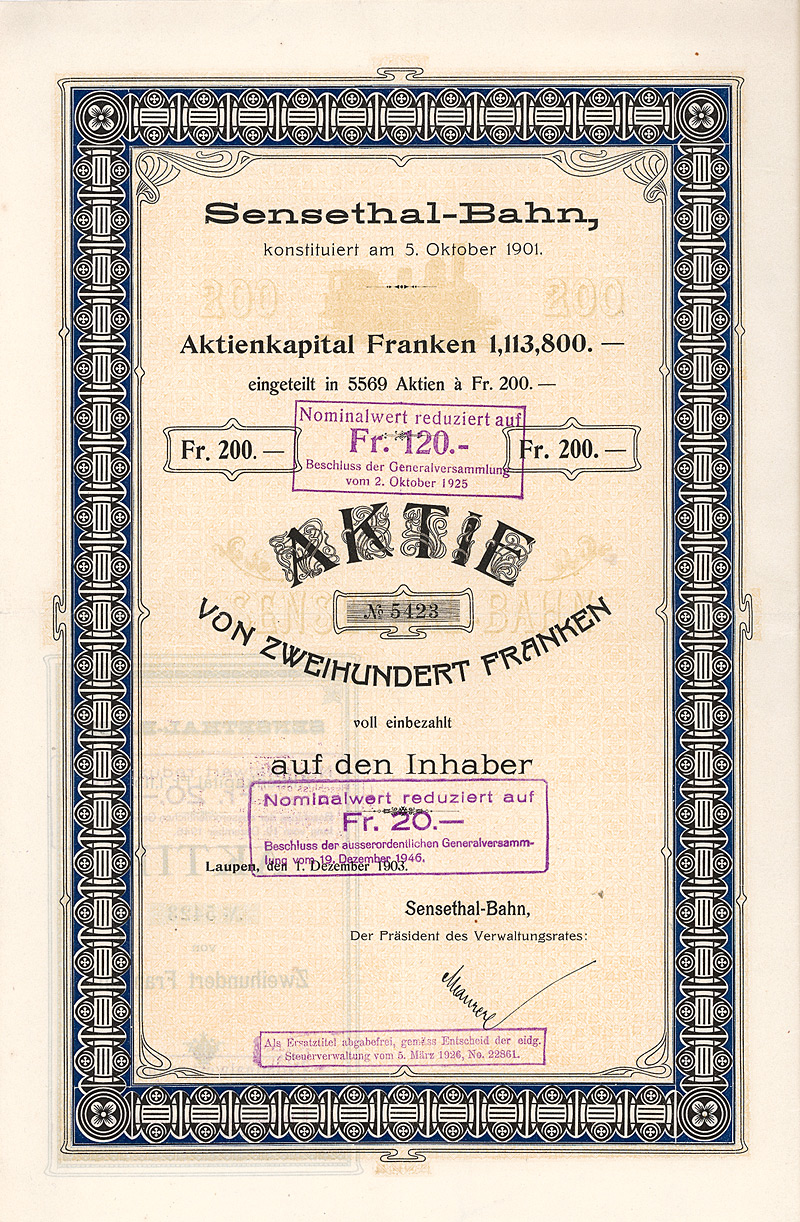
Action au porteur de la compagnie d'une valeur nominale de 200 CHF à son émission, réduite à 120 CHF en 1925 puis à 20 CHF en 1946.

Au début du XXe siècle, le village de Laupen est éloigné des lignes ferroviaires et naît l'idée de relier la ligne de chemins de fer Lausanne – Berne des CFF à la ligne Berne – Neuchâtel du BLS en longeant la vallée de la Singine. Le 23 janvier 1904 voit la fondation de la compagnie de chemin fer de la vallée de la Singine et la mise en service de sa ligne. Elle exploite une ligne longue de 11,45 km reliant Flamatt à Gümmenen par Laupen.
Le 30 janvier 1938, la ligne est électrifiée. Le choix d'une caténaire portant une ligne monophasée 15 kV à 16,7 Hz se fait assez naturellement par le fait qu'aussi bien la ligne des CFF que celle du BLS sont toutes deux cette même alimentation.
À partir du 1er juin 1975, les CFF desservent les embranchements industriels de Neuenegg pour le service marchandises. Ils utilisent des locomotives Ae 6/6 et Re 4/4 I pour tracter les trains de fret entre Berne et Neuenegg.
En 1987, les CFF mettent en place un service de RegioExpress, avec leurs propres rames, entre la gare de Laupen et celle de Berne via Flamatt, assurant ainsi aux habitants de Laupen et Neuenegg une liaison directe avec la capitale sans transbordement à Flamatt. Le STB n'assure alors plus que les trains régionaux sur sa ligne,.

### Infrastructure ferroviaire
L'infrastructure ferroviaire entre Flamatt et Laupen demeure la propriété du STB. L'exploitation et l'entretien sont assurés par les CFF qui ont une concession sur ce tronçon. Les trains du BLS circulent toutes les demi-heures entre Laupen et Flamatt, avec un croisement à Neuenegg. L'ancien poste d'aiguillage de 1966 est utilisé jusqu'en 2012. Depuis le 13 avril 2012, le nouveau poste de contrôle est en service avec télécommandé depuis Berne, et à partir de 2015, il l'est depuis Olten. À Laupen, une toute nouvelle gare ferroviaire et routière a été construite à un nouvel emplacement, 300 mètres plus loin en direction de Neuenegg, avec un aménagement de nouvelles places de parcs P+R. La voie est  raccourcie et s'arrête au pont de la Singine, ce qui permettra de supprimer le passage de niveau de la Bösingenstrasse.
Depuis décembre 2019, les CFF, sous mandat de la compagnie STB Sensetalbahn AG, ont remis en état les voies et la ligne de contact entre Flamatt et Laupen. Ils ont également modifié les quais des quatre gares  (Flamatt Dorf, Flamatt, Neuenegg et Laupen), permettant ainsi un accès de plain-pied pour les PMR (personnes à mobilité réduite) et pour les poussettes, ceci en conformité de la loi sur l’égalité pour les handicapés (LHand). Le lundi 5 avril 2021, après deux ans de travaux, le trafic RER a pu reprendre sur la ligne ferroviaire entièrement rénovée. Le prix des travaux se monte à 64 millions de frs

## Matériel roulant ferroviaire
Initialement, l'essentiel du trafic avec est assuré par des locomotives à vapeur Ed 3/4. Trop lourdes, elles sont remplacées par les automotrices à vapeur Ed 2/2, qui sont surnommées boîtes de verre. Après la Première Guerre mondiale, le STB acquiert d'occasion une automotrice à vapeur PtL 2/2 (de) des chemins de fer royaux bavarois, transformée en Cm 1/2 et portant le numéro 1. En 1938 la compagnie fait l'acquisition de l'automotrice BDe 2/4 101 neuve, alors dénommée CFe 2/4. Il s'agit de la seule acquisition de matériel neuf par la compagnie. En 1940, pour enforcer la no 101, la compagnie loue dans un premier temps aux CFF, puis leur achète, la locomotive électrique expérimentale Ce 4/4 13502 « Marianne » (de), qui a initialement servi aux tests de circulation à l'électricité sur la ligne Seebach – Wettingen. Elle sera en service jusqu'en 1964, année d'acquisition de sa ramplaçante, la numéro 107. En 1958 et en 1964, la compagnie de chemin de fer achète d'occasion des automotrices ABe 4/4 au SOB, qui les modifie en Be 4/4 et les numérote respectivement 106 et 107. En 1965, la compagnie acquiert un locotracteur électrique qu'elle revend aux CFF 3 ans plus tard et remplace en 1969 par le tracteur Diesel Tm 238 114. Les dernières automotrices acquises par le STB sont les BDe 4/6 102 et 103 construites en 1938. Elles sont achetées au BLS en 1985. Néanmoins, leur âge remarquable se fait rapidement sentir, et les derniers trains du STB sont assurés par des navettes louées au SZU. Les tracteurs diesels Tm 238 111 et 114 utilisés pour le fret sont vendus aux CFF en 2000.

### Liste des véhicules
| Locomotives et tracteurs | Locomotives et tracteurs | Locomotives et tracteurs | Locomotives et tracteurs | Locomotives et tracteurs | Locomotives et tracteurs     | Locomotives et tracteurs | Locomotives et tracteurs |
| Désignation              | no                       | Année de construction    | Acquisition par le STB   | Retrait                  | Retrait                      | Remarque(s) | Photo                    |
| ------------------------ | ------------------------ | ------------------------ | ------------------------ | ------------------------ | ---------------------------- | --- | ------------------------ |
| Ed 3/4 (de)              | 31                       | 1903                     | 1903                     | 1911                     | 1911                         | Jusqu'à l'ouverture de la ligne, elle est louée avec la 32 au TSB. Vendue en 1911 au RPB. |                          |
| Ed 3/4                   | 32                       | 1903                     | 1903                     | 1916                     | 1916                         | Vendue en 1916 en France. |                          |
| Ed 2/2                   | 21                       | 1910                     | 1910                     | 1949                     | 1949                         | Retirée du service en 1949. Démolie en 1952. |                          |
| Ed 2/2                   | 22                       | 1911                     | 1911                     | 1959                     | 1959                         | Démolie en 1959. |                          |
| Ed 2/2                   | 23                       | 1917                     | 1917                     | 1939                     | 1939                         | Vendue en 1939 à l'UeBB (de) |                          |
| Cm 1/2                   | 1                        | 1907                     | 1921                     | 1939                     | 1939                         | Locomotive achetée d'occasion en 1921 et mise en service en 1922. Transformée en fourgon automoteur CFm 1/2 aux ateliers de Laupen en 1927. Il est vendu au RVT en 1939, qui le retire du service en 1944. |                          |
| Te                       | 11                       | 1965                     | 1965                     | 1967                     | 1967                         | Vendu aux CFF. Il devient le TeIII 179. |                          |
| Tm 238                   | 111                      | 1969                     | 1969                     | 2000                     | 2000                         | D'abord Tm 11 puis renommé Tm 111 à la suite de l'acquisition du Tm 238. Vendu aux CFF. |                          |
| Tm 238                   | 114                      |                          |                          | 2000                     | 2000                         | Vendu aux CFF. |                          |
| Ce 4/4                   | 1                        | 1905                     | 1940                     | 1964                     | 1964                         | Ex Ce 4/4 13502 « Marianne » CFF de 1905. Revendue aux CFF en 1964 pour le musée suisse des transports. |                          |
| Automotrices             |                          |                          |                          |                          |                              | |                          |
| Désignation              | no                       | Année de construction    | Acquisition par le STB   | Retrait                  | Places assises               | Remarque(s) | Photo                    |
| BDe 2/4                  | 101                      | 1938                     | 1938                     | 1986                     | 60                           | Vendue au WM en 1986 où elle porte le no 3. Puis elle passe au ZMB et depuis 2010, c'est La Dame du Léman à la CFDL. |                          |
| Be 4/4                   | 106                      | 1939                     | 1958                     | 1995                     | 64                           | Ex ABe 4/4 12II SOB. Démolie en 1995. |                          |
| Be 4/4                   | 107                      | 1939                     | 1964                     | 1993                     | 64                           | Ex ABe 4/4 7 SOB. Démolie en 1993. |                          |
| BDe 578                  | 102                      | 1938                     | 1985                     | 1997                     |                              | Ex ABDZe 4/6 736 BLS. Retirée du service en 1997 à cause de sa vétusté. |                          |
| BDe 578                  | 103                      | 1938                     | 1985                     | 1999                     |                              | Ex ABDZe 4/6 731 BLS. Retirée du service à la suite d'un accident. |                          |
| Voitures                 |                          |                          |                          |                          |                              | |                          |
| Désignation              | no                       | Année de construction    | Acquisition par le STB   | Retrait                  | Places assises               | Remarque(s) | Photo                    |
| BC2                      | 466                      | 1904                     | 1904                     | 1910                     | 46 en 3e cl. et 16 en 2e cl. | Vendue en 1910 BLS où elle est la BC 424. |                          |
| BC2                      | 467                      | 1904                     | 1904                     | 1910                     | 46 en 3e cl. et 16 en 2e cl. | Vendue en 1910 BLS où elle est la BC 425. |                          |
| C2                       | 571                      | 1904                     | 1904                     | 1911                     | 55                           | Vendue en 1911 BLS où elle est la C 598. |                          |
| C2                       | 572I                     | 1904                     | 1904                     | 1910                     | 55                           | Vendue en 1910 BLS où elle est la C 599. |                          |
| C2                       | 572II                    | 1876                     | 1910                     | 1938                     | 21                           | En 1917, les chaises rembourrées sont remplacées par des bancs en bois. Le nombre de places passe à 35. Ex CFF B 3308, ex JBB A 6, ex J-S A 6. |                          |
| CFZ4                     | 601                      | 1862                     | 1910                     | 1916                     | 40                           | Ex CFF BC4 4912 transformée en CFZ4 aux ateliers CFF de Fribourg. |                          |
| CFZ4                     | 601                      | 1911                     | 1911                     | 1958                     | 55                           | |                          |
| CF2                      | 501                      | 1875                     | 1913                     | 1938                     | 27                           | Ex CFF CF 9793. |                          |
| C2                       | 573                      | 1899                     | 1934                     | 1962                     | 30                           | Ex BTB (de) C ; anciennement B. |                          |
| C2                       | 574                      | 1903                     | 1947                     | 1967                     | 60                           | Ex CFF C 6383. |                          |
| C2                       | 572III                   | 1903                     | 1947                     | 1967                     | 60                           | Ex CFF C 9691. Repeinte en livrée blanc et crème en 1957 et devient la B2 575. Elle est convertie en X2 21 le 1er avril 1967 et retirée du service à la fin de cette même année. |                          |
| Bti                      | 201                      | 1944                     | 1974                     | 1993                     | 64                           | Ex Bi 50 63 29-03 020-5 (Bi 331) du BLS sur le SEZ. Démolie en 1993. |                          |
| Wagons                   |                          |                          |                          |                          |                              | |                          |
| Désignation              | no                       | Année de construction    | Acquisition par le STB   | Retrait                  | Retrait                      | Remarque(s) | Photo                    |
| F2                       | 915                      | 1904                     | 1904                     | 1911                     | 1911                         | Vendu en 1911 BLS où il est renuméroté F 932. |                          |
| F2                       | 701                      | 1872                     | 1904                     | 1938                     | 1938                         | Ex CFF F 17367. |                          |
| K2c                      | 2201 à 2212              | 1904                     | 1904                     | 1966 à 1974              | 1966 à 1974                  | K2i en 1935 à la suite de l'installation de freins Westinghouse. Renumérotés 201-212 en 1950. En 1966 sont retirés du service les 201, 203, 205, 206, 208, 209 et 210 et le K2 202 devient le wagon d'entrposage X 1. Le 204 devient le X 2 ; retiré en 1974. Le 207 devient le X 3 ; retiré en 1971. Le 211 devient le X 4 et le 212 le X 5 ; retirés en 1967. |                          |
| L3                       | 2341 à 2346              | 1904                     | 1904                     | 1966 à 1974              | 1966 à 1974                  | Sans freins. Installation de freins en 1936. Renumérotés L3 231 à 236 en 1950. Les 231, 232, 233 et 236 sont retirés du service en 1966 et le 235 transformé en X 5, puis retiré du service en 1967. |                          |
| S                        | 9101                     | 1904                     | 1904                     | 1966 à 1974              | 1966 à 1974                  | Sans freins. En 1918, réduction du poids pour le déplacement à la main jusqu'à l'office de poste. Installation de freins en 1944. Renuméroté St 251 en 1950. Démoli en 1973. |                          |

## Services

### Fin du service ferroviaire
L'introduction du réseau express régional bernois marque la fin du transport ferroviaire entre Laupen et Gümmenen. Le Sensetalbahn, comme plusieurs exploitants de lignes secondaires, vit une situation difficile et le 23 mai 1993, le tronçon entre Laupen et Gümmenen est supprimé et remplacé par un service de bus. Les trains circulaient encore entre Laupen et Flamatt. En 2001, le service ferroviaire sur ce tronçon est repris par les CFF et à partir de décembre 2004 avec l'apparition du S-Bahn Bern, l'exploitation est reprise par le BLS. Le trafic des marchandises s'est massivement réduit à la suite de la cessation d'activités de production de l'imprimerie Amcor Rentsch à Laupen, de l'arrêt de la culture d'oléagineux à Laupen et du changement structurel de l'industrie dans la région. Depuis 2005, CFF Cargo ne dessert plus la voie de raccordement de Wander AG.
La voie désaffectée entre Gümmenen Laupen est maintenant utilisée à des fins touristiques. À Laupen, des draisines à pédales peuvent être louées pour rouler sur des rails après Gümmenen. En face du viaduc il y a une aire de pique-nique avec un rebroussement. La voie est déferrée entre Laupen et Gümmenen sur une soixantaine de mètres pour qu'elle ne soit plus accessible avec les trains.

### Service par bus
Le Sensetalbahn est concessionnaire des lignes de bus Thörishaus – Neuenegg – Laupen – Gümmenen et Kerzers Golaten – Wileroltigen Gurbrü. Ils opèrent également un service de bus pour le compte :
- 30.130 Thörishaus Dorf – Neuenegg – (Laupen)
- 30.541 Chiètres – Golaten – Wileroltigen – Gurbrü
- 30.550 Laupen – Gümmenen
- 30.560 Mühleberg – Allenlüften – Rosshäusern (sur compte de CarPostal)

Cependant, ces concessions passent à CarPostal lors du changement d'horaire du 13 décembre 2009, ce qui fait perdre au STB ce champ d'action.
En outre, le STB était titulaire des concessions de bus nocturne Nightbird sur les lignes Zurich – Lucerne, Bâle – Brugg et Brugg – Olten.